# Dicranomyia tahitiensis
Dicranomyia tahitiensis là một loài ruồi trong họ Limoniidae. Chúng phân bố ở miền Australasia.